# کاتسپر کوشفسکی
کاتسپر کوشِـفسکی (لهستانی: Kacper Kuszewski؛ زادهٔ ۲۱ ژوئن ۱۹۷۶) بازیگر، صداپیشه، خواننده و شخصیت رسانه‌ای اهل لهستان است.
از فیلم‌ها یا مجموعه‌های تلویزیونی که وی در آن‌ها نقش داشته‌است، می‌توان به ع چون عشق، پدر متیو، هتل ۵۲، کارول: مردی که پاپ شد و دوستان اشاره نمود.